# 데이지 로
데이지 로(Daisy Lowe, 1989년 1월 27일 ~ )는 잉글랜드의 모델이다. 록 밴드 부시의 리드 보컬 개빈 로즈데일과 싱어송라이터 펄 로의 딸이다.

## 출연 작품
- 프레셔
- 튤립 피버 - 캐롤라인 역